# Angiopoietina
As angiopoietinas' ou angiopoietinas são proteínas que fazem parte da família dos fatores de crescimento vasculares que desempenham um papel na angiogénese embrionária e pós-natal. A sinalização da angiopoietina tem uma correspondência direta com a angiogénese, o processo pelo qual se formam novas artérias e veias a partir de vasos sanguíneos preexistentes. A angiogénese ocorre pelo aparecimento de novos vasos, migração e proliferação de células endoteliais e desestabilização e estabilização de vasos. São responsáveis pela montagem e desmontagem do revestimento endotelial no interior dos vasos sanguíneos.
As citocinas angiopoietinas estão envolvidas no controlo da permeabilidade microvascular, da vasodilatação e da vasoconstrição por sinalização das células musculares lisas circundantes dos vasos.  
Foram identificadas até ao momento quatro angiopoietinas: ANGPT1, ANGPT2, ANGPTL3 e ANGPT4.
Além disso, existem várias proteínas que estão intimamente relacionadas ou são semelhantes às angiopoietinas: ANGPTL1
, ANGPTL2
, ANGPTL3
, ANGPTL4
, ANGPTL5
, ANGPTL6
, ANGPTL7
, ANGPTL8
.
A angiopoietina 1 é essencial para a maturação, adesão, migração e sobrevivência celular dos vasos. A angiopoietina 2 promove a morte celular e interrompe a vascularização. No entanto, quando em conjunto com o fator de crescimento endotelial vascular ou VEGF, pode promover a neovascularização.

## Estrutura
Estruturalmente, as angiopoietinas possuem um domínio de superaglomerado N-terminal, um domínio central coiled-coil, uma região ligante e um domínio C-terminal relacionado com o fibrinogénio responsável pela ligação entre o ligante e o receptor.
A angiopoietina 1 é um polipeptídeo de 498 aminoácidos com um peso molecular de 57 kDa, enquanto a angiopoietina 2 é constituída por 496 aminoácidos.

### Apenas os multímeros activam os receptores
As angiopoietinas 1 e 2 podem formar dímeros, trímeros e tetrâmeros. Além disso, a angiopoietina 1 tem a capacidade de formar multímeros de alta ordem através do seu domínio superaglomerado. No entanto, nem todas as estruturas podem interagir com o recetor tirosina quinase. O receptor só pode ser activado por tetrâmeros ou multímeros superiores.

## Mecanismo específico

### Via Tie
As interações coletivas entre as angiopoietinas, receptor de tirosina quinases, fator de crescimento endotelial vascular e os seus recetores formam as duas vias de sinalização: Tie-1 e Tie-2. As vias dos dois receptores são nomeadas como resultado do seu papel em serem mediadores de sinais celulares, induzindo a fosforilação de tirosina específicas. Este, por sua vez, inicia a ligação e ativação de enzimas intracelulares upstream, um processo denominado sinalização celular.

#### Tie-2
A sinalização Tie-2/Ang-1 ativa β1-integrina e N-caderina em células LSK-Tie2+ e promove interações de células estaminais hematopoiéticas com matriz extracelular e os seus componentes celulares. A angiopoietina 1 promove a quiescência das células estaminais hematopoiéticas in vivo. Esta quiescência ou ciclo celular lento das células estaminais hematopoiéticas induzidas pela sinalização Tie-2/Ang-1 contribui para a manutenção da capacidade de repovoamento a longo prazo das referidas células estaminais e para a protecção do compartimento das células estaminais hematopoiéticas de vários stresses celulares. A sinalização Tie-2 / Ang-1 desempenha um papel crítico porque é necessária para a manutenção e sobrevivência a longo prazo das células estaminais hematopoiéticas na medula óssea. No endosteum, a sinalização Tie-2/Ang-1 é predominantemente expressa nos osteoblastos.
Embora haja muita dúvida sobre se os receptores TIE específicos medeiam os sinais upstream da via de estimulação da angiogénese, é evidente que o TIE-2 tem a capacidade de ser activado como resultado da ligação da angiopoietina.
As proteínas angiopoietina 1 a 4 são ligantes para os receptores Tie-2. O Tie-1 heterodimeriza com o Tie-2 para aumentar e modular a transdução de sinal do Tie-2 para o desenvolvimento e maturação vascular. Estes receptores tirosina-quinases são normalmente expressos nas células endoteliais vasculares e macrófagos específicos para as respostas imunitárias. A angiopoietina 1 é um factor de crescimento produzido pelas células de suporte vascular, como os pericitos especializados nos rins e células estreladas hepáticas (células Ito) no fígado. Este fator de crescimento é também uma glicoproteína e funciona como agonista do recetor da tirosina nas células endoteliais. A sinalização da angiopoietina 1 e da tirosina quinase são essenciais para regular o desenvolvimento dos vasos sanguíneos e a estabilidade dos vasos maduros.
A expressão da angiopoietina 2 na ausência de fator de crescimento endotelial vascular (VEGF) resulta na morte das células endoteliais e na regressão vascular. O aumento dos níveis de Ang2 promove a angiogénese tumoral, metástases e inflamação. Os meios que são eficazes no controlo da Ang2 na inflamação e no cancro devem ter valor clínico. As angiopoietinas, especificamente a Ang-1 e a Ang-2, trabalham lado a lado com o VEGF na mediação da angiogénese. A Ang-2 funciona como um antagonista da Ang-1 e promove a regressão dos vasos se o VEGF não estiver presente. A Ang-2 trabalha com o VEGF para facilitar a proliferação celular e a migração das células endoteliais. Foram relatadas alterações na expressão de Ang-1, Ang-2 e VEGF no cérebro de ratos após isquemia cerebral.

### Sinalização de angiogénese
As células endoteliais necessitam de migrar para afrouxar as suas ligações endoteliais, degradando a lâmina basal e a estrutura da matriz extracelular dos vasos sanguíneos. Estas ligações são um determinante chave da permeabilidade vascular e libertam contactos de células periendoteliais, o que é também um fator importante na estabilidade e maturidade dos vasos. Após a remoção da barreira física, sob a influência de fatores de crescimento VEGF com contribuições adicionais de outros fatores como a angiopoietina 1, as integrinas e as quimiocinas desempenham um papel essencial. O VEGF e a Ang-1 estão envolvidos na formação do tubo endotelial.

### Sinalização da permeabilidade vascular
As angiopoietinas 1 e 2 são moduladores da permeabilidade endotelial e da função de barreira. As células endoteliais segregam angiopoietina 2 para sinalização autócrina, enquanto as células parenquimatosas do tecido extravascular segregam angiopoietina 2 para as células endoteliais para sinalização parácrina, que se liga então à matriz extracelular e é armazenada nas células endoteliais.

### Cancro
A angiopoietina 2 foi proposta como um biomarcador em vários tipos de cancro. Os níveis de expressão da angiopoietina 2 são proporcionais à fase em que se encontra o cancro do pulmão de células pequenas e também o cancro do pulmão de células não pequenas. Também foi demonstrado que desempenha um papel na angiogénese induzida em carcinomas hepatocelulares e endometriais. Em experiências utilizando anticorpos bloqueadores para a angiopoietina 2, observou-se uma diminuição das metástases pulmonares e gânglios linfáticos.

## Importância clínica
A desregulação da angiopoietina e da via da tirosina quinase é comum em doenças relacionadas com o sangue, como a diabetes, malária, sepse e hipertensão pulmonar. Isto pode ser observado de acordo com as proporções de angiopoietina 2 e angiopoietina 1 no soro sanguíneo. Especificamente, os níveis de angiopoietina fornecem uma indicação de sépsis. A investigação sobre a angiopoietina 2 mostrou que está envolvida no início do choque séptico. A combinação de febre e níveis elevados de angiopoietina 2 está correlacionada com uma maior probabilidade de desenvolver choque séptico. Também foi demonstrado que os desequilíbrios entre a sinalização das angiopoietinas 1 e 2 podem atuar independentemente um do outro. Um factor de angiopoietina pode sinalizar a um nível elevado enquanto o outro factor de angiopoietina permanece com sinalização de nível basal.
A angiopoietina 2 é produzida e armazenada nos Corpos de Weibel-Palade das células endoteliais e atua como antagonista da tirosina quinase TEK. Como resultado, são promovidas a ativação endotelial, a desestabilização e a inflamação. O seu papel durante a anixogénese depende de Vegfa.
Os níveis séricos de expressão da angiopoietina 2 estão associados ao crescimento do mieloma múltiplo, angiogénese e sobrevivência global em oral carcinoma de células escamosas. A angiopoietina 2 circulante é um marcador de doença cardiovascular precoce em crianças em diálise crónica. O herpesvirus associado a sarcoma de Kaposi induz a liberação rápida de anxiopoetina 2 das células endoteliais.
A angiopoietina 2 está elevada nos doentes com angiossarcoma.
A sinalização da angiopoietina é também relevante no tratamento do cancro. Durante o crescimento de um tumor, as moléculas pró-angiogénicas e antiangiogénicas ficam desequilibradas. O equilíbrio é alterado de modo a que o número de moléculas pró-angiogénicas aumente. As angiopoietinas são recrutadas juntamente com o VEGF e o fator de crescimento derivado de plaquetas (PDGFs). Isto é relevante para uso clínico no tratamento de cancros porque a inibição da angiogénese pode ajudar a suprimir a proliferação tumoral.